# Merec

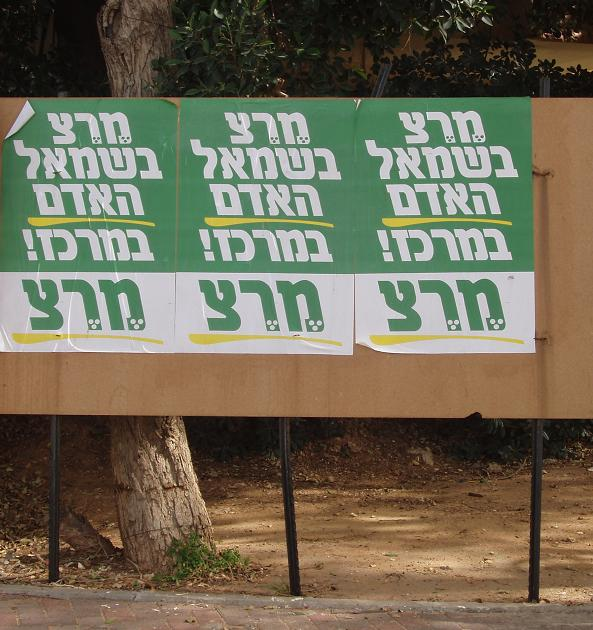
Plakaty wyborcze partii Merec

Merec (hebr. ‏מרצ‎, trb. mrc, trl. mrẕ; pol. „wigor”, „życiowość”, „energia”, języki zachodnioeuropejskie Meretz) – świecka, lewicowa (socjaldemokratyczna) i syjonistyczna partia polityczna w Izraelu. 

## Historia
Powstała w 1992 roku w wyniku połączenia trzech partii: Ratz (רצ, Ruch dla Praw Obywatelskich i Pokoju), Mapam (מפ"ם, Partia Izraelskich Robotników) i Szinui (שינוי, „Zmiana”).
W 1996 roku Merec został zarejestrowany jako jedno ugrupowanie, ale w 1997 część Szinui (pod przywództwem Awrahama Poraza) opuściła partię w celu utworzenia osobnego ruchu.
W grudniu 2003, Merec został rozwiązany w celu połączenia z partią Szachar (שח"ר) Josiego Belina. Nowe ugrupowanie nazwało się Jachad (יח"ד, Razem), ale później zmieniło nazwę na Merec-Jachad. W wyborach 2006 do Knesetu partia zdobyła 5 mandatów, w wyborach 2009 3, w wyborach 2013 – 3, w wyborach 2015 – 5.
Obecnie ponownie działa jako Merec.
W wyborach parlamentarnych w kwietniu 2019 roku ugrupowanie zajęło 9 miejsce zdobywając 156 217 głosów (3,63%). Przełożyło się to na 4 mandaty w Knesecie XXI kadencji. Liderem listy była Tamar Zandberg.
W przyśpieszonych wyborach we wrześniu ugrupowanie wystartowało jako część koalicji Obóz Demokratyczny – z Demokratycznym Izraelem Ehuda Baraka i Ruchem Zielonych pod przywództwem Setaw Szafir – która zajęła 9. miejsce, zdobywając 192 495 głosów (4,34%) i wprowadzając do dwudziestego drugiego Knesetu 5 posłów, z których trzy przypadły politykom Merecu: Niccanowi Horowicowi, Tamar Zandberg i Ilanowi Gilonowi

## Działacze

### Przewodniczący partii
- Szulammit Alloni (1992–1996)
- Josi Sarid (1996–2003)
- Josi Belin (2003–2008)
- Chajjim Oron (2008–2012)
- Zehawa Galon (2012–2018)
- Tamar Zandberg (2018–2019)
- Niccan Horowic (od 2019)